# I.M.N. Johnsen
Ingvald Marius Nicolai Johnsen (7. december 1843 på Vestergård i Visby, Thisted Amt – 11. juli 1914) var sagfører, konsul og politiker.
Han var søn af gårdejer Poul Johnsen og hustru f. Sommer. Hans fader Poul Johnsen var oprindelig af norsk æt, der endnu blomstrer i Norge og hvoraf to mænd, fættere til konsul Johnsen, var medlemmer af det norske Storting. Sin opdragelse fik Johnsen i Thisted og i året 1864 blev han exam.jur. og samme år fuldmægtig hos den daværende amtmand i Thisted Gottlob Rosenkrantz. Som amtsfuldmægtig blev han tillige sekretær i amtsrådet og erhvervede herved et grundigt kendskab til kommunale sager, der tillige bidrog til at vække hans interesse for statsforvaltning og politik. I 1876 nedsatte han sig som sagfører og kort forinden var han blevet formand i Thisted Landsogn. Da han fraflyttede landsognet og tog bolig i Thisted by udnævntes han i 1880 til formand i Ligningskommissionen og blev i 1888 medlem af byrådet, hvor han sad til 1906. Han var Landstingsmand for Højre fra 1894.
I 1879 blev han svensk-norsk vicekonsul; i 1871 allerede var han udnævnt til russisk vicekonsul, fra 1880-90 var han repræsentant i den jyske Husmandskreditforening og fra 1894-1906 medlem af repræsentantskabet for den danske Købstadsforening og 1896 formand i bestyrelsen for Tyende Spareforeningen for Thy.
Som formand i komiteen for Thisted-Fjerritslev Jernbane og medlem af banens udvalg i 1900 lykkedes det Johnsen at skaffe denne bane 3/4 statstilskud.
Det kan tilføjes, at han var medlem af Sagførerrådet for 5. kreds og fra 1902 medlem af Fiskerikommissionen, medlem af Den danske Sagførerforenings hovedbestyrelse og Ridder af Dannebrog.
I.M.N. Johnsen var særligt knyttet til en sag, der lå vestjyder varmt på sinde, og som han har viet et stort og dygtigt arbejde, nemlig plantningssagen. Fra 1888 var han medlem af bestyrelsen for Thy Have- og Plantningsforening og arbejdede for en rationel beplantning af landstrækningerne med det mål for øje at danne et skovbælte fra Blåvandshuk til Skagen.